# Murat Yakın
Murat Yakın (ur. 15 września 1974 w Bazylei) – szwajcarski trener oraz piłkarz grający na pozycji środkowego obrońcy lub defensywnego pomocnika, brat Hakana Yakına. Obecnie pełni funkcję selekcjonera reprezentacji Szwajcarii.

## Kariera klubowa
Yakın urodził się w Bazylei w rodzinie tureckiej. Wraz z bratem Hakanem rozpoczął treningi w Concordii Basel, jednak już w wieku 18 lat przeszedł do pierwszoligowego Grasshopper Club. Wtedy też zadebiutował w jego barwach w ekstraklasie, a już rok później stał się członkiem podstawowego składu. W 1994 roku zdobył Puchar Szwajcarii, a w 1995 roku drugi raz został mistrzem kraju. W tym samym roku zadebiutował w rozgrywkach grupowych Ligi Mistrzów i przyczynił się do zdobycia kolejnego tytułu mistrzowskiego przez GZ. Przez 5 sezonów Vega rozegrał dla Grasshoppers 101 ligowych spotkań i zdobył w nich 17 bramek.
W 1997 roku Murat wyjechał do Niemiec i został zawodnikiem VfB Stuttgart. Na początku sezonu dotarł do finału Pucharu Ligi Niemieckiej, a Bundeslidze zadebiutował 1 sierpnia w zremisowanym 1:1 spotkaniu z TSV 1860 Monachium. W VfB zaliczył 23 spotkania i strzelił 2 gole oraz zajął 4. miejsce w lidze. Dotarł też do finału Pucharu Zdobywców Pucharów, w którym wystąpił przez 90 minut, ale niemiecki klub uległ 0:1 angielskiej Chelsea F.C.
W 1998 roku Yakın znów zmienił barwy klubowe i przeszedł do tureckiego Fenerbahçe SK. W 1999 roku zajął z nim 4. miejsce w Superlidze, a w rundzie jesiennej sezonu 1999/2000 zaliczył tylko 3 spotkania ligowe i na wiosnę był już piłkarzem FC Basel. W klubie z rodzinnego miasta spędził tylko pół roku by latem powrócić do Bundesligi. Został zawodnikiem 1. FC Kaiserslautern, ale pobyt w tym klubie był dla Murata nieudany i na wiosnę 2001 znów był zawodnikiem FC Basel. W 2002 roku wywalczył dublet, w 2003 roku Puchar Szwajcarii, a w latach 2004–2005 dwukrotnie z rzędu zostawał mistrzem Szwajcarii. W sezonie 2005/2006 zaliczył tylko jedno spotkanie i zdecydował się zakończyć karierę z powodu kontuzji.
| Sezon   | Klub                 | Kraj       | Rozgrywki      | Mecze | Bramki |
| ------- | -------------------- | ---------- | -------------- | ----- | ------ |
| 1992/93 | Grasshopper Club     | Szwajcaria | Nationalliga A | 18    | 1      |
| 1993/94 | Grasshopper Club     | Szwajcaria | Nationalliga A | 29    | 3      |
| 1994/95 | Grasshopper Club     | Szwajcaria | Nationalliga A | 18    | 2      |
| 1995/96 | Grasshopper Club     | Szwajcaria | Nationalliga A | 8     | 3      |
| 1996/97 | Grasshopper Club     | Szwajcaria | Nationalliga A | 28    | 8      |
| 1997/98 | VfB Stuttgart        | Niemcy     | Bundesliga     | 23    | 2      |
| 1998/99 | Fenerbahçe SK        | Turcja     | Superliga      | 23    | 3      |
| 1999/00 | Fenerbahçe SK        | Turcja     | Superliga      | 3     | 0      |
| 1999/00 | FC Basel             | Szwajcaria | Nationalliga A | 12    | 1      |
| 2000/01 | 1. FC Kaiserslautern | Niemcy     | Bundesliga     | 9     | 0      |
| 2000/01 | FC Basel             | Szwajcaria | Nationalliga A | 11    | 1      |
| 2001/02 | FC Basel             | Szwajcaria | Nationalliga A | 32    | 7      |
| 2002/03 | FC Basel             | Szwajcaria | Nationalliga A | 26    | 6      |
| 2003/04 | FC Basel             | Szwajcaria | Nationalliga A | 20    | 7      |
| 2004/05 | FC Basel             | Szwajcaria | Nationalliga A | 13    | 3      |
| 2005/06 | FC Basel             | Szwajcaria | Nationalliga A | 1     | 0      |

## Kariera reprezentacyjna
W reprezentacji Szwajcarii Yakın zadebiutował 6 września 1994 roku w wygranym 1:0 towarzyskim spotkaniu z ZEA. W 2004 roku został powołany przez Jakoba Kuhna do kadry na Mistrzostwa Europy w Portugalii. Tam wystąpił we wszystkich trzech grupowych meczach Helwetów: zremisowanym 0:0 z Chorwacją i przegranych 0:3 z Anglią oraz 1:3 z Francją. Karierę reprezentacyjną zakończył w tym samym roku. Ogółem w kadrze A wystąpił 49 razy i zdobył 4 bramki.